# 毛利廣房
毛利廣房（1347年—1385年），是日本南北朝時代在安藝國的國人領主。毛利氏當主。父親是毛利元春。弟弟有厚母元房、麻原廣內、中馬忠廣、福原廣世、小山元淵。官位是中務大輔、治部大輔。

## 生平
在正平2年／貞和3年（1347年）出生，家中長男。幼名是龜若丸。於天授7年至弘和元年／康曆3年至永德元年（1381年）期間由父親元春讓出吉田莊地頭職半分，被推測於此時繼任毛利家的家督。在繼承家督後的元中2年／至德2年（1385年）於西條被討死。享年38歳。墓所在廣島縣安藝高田市的吉田郡山城城跡。
此時廣房的妻子已經懷有兒子，在廣房死後出生。在兒子長大為止，一直由祖父元春擔任後見人，在成人後改名為毛利光房並繼承家督。